# Ентерпрајз (Невада)
Ентерпрајз (енгл. Enterprise) насељено је место без административног статуса у америчкој савезној држави Невада.

## Демографија
По попису из 2010. године број становника је 108.481, што је 93.805 (639,2%) становника више него 2000. године.
|                   | 2010.            | 2000.           |
| Укупно            | 108 481 (100,0%) | 14 676 (100,0%) |
| Белци             | 52 166 (48,09%)  | 11 086 (75,54%) |
| Азијати           | 23 032 (21,23%)  | 762 (5,192%)    |
| Хиспаноамериканци | 18 755 (17,29%)  | 1 766 (12,03%)  |
| Афроамериканци    | 8 793 (8,106%)   | 464 (3,162%)    |
| Остали            | 5 735 (5,287%)   | 598 (4,075%)    |